# 얀다보 조약
얀다보 조약(버마어: ရန္တပိုစာချုပ်)는 제1차 영국-미얀마 전쟁을 종식시켰던 평화 조약이다.